# Chiesa di Notre-Dame (Louviers)
La chiesa parrocchiale di Nostra Signora, dal francese église paroissiale Notre-Dame, è il principale edificio religioso di Louviers, nella regione francese della Normandia. È il più pregevole monumento cittadino e rappresenta, con il suo sorprendente portico laterale sud, uno dei massimi esempi di architettura e decorazione gotico-fiammeggianti.

## Storia e Architettura

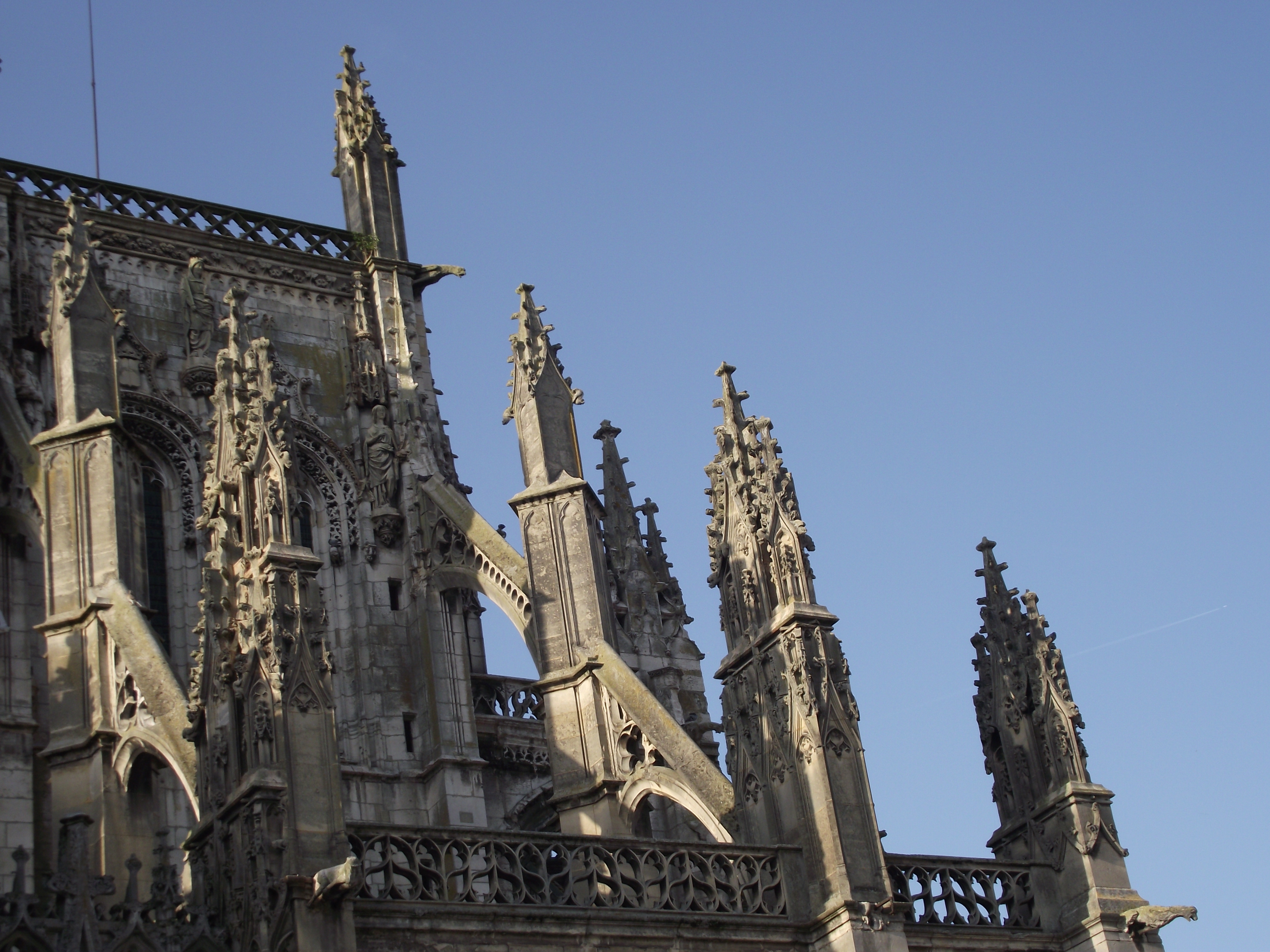
gioco di pinnacoli e archi rampanti sulla torre lanterna

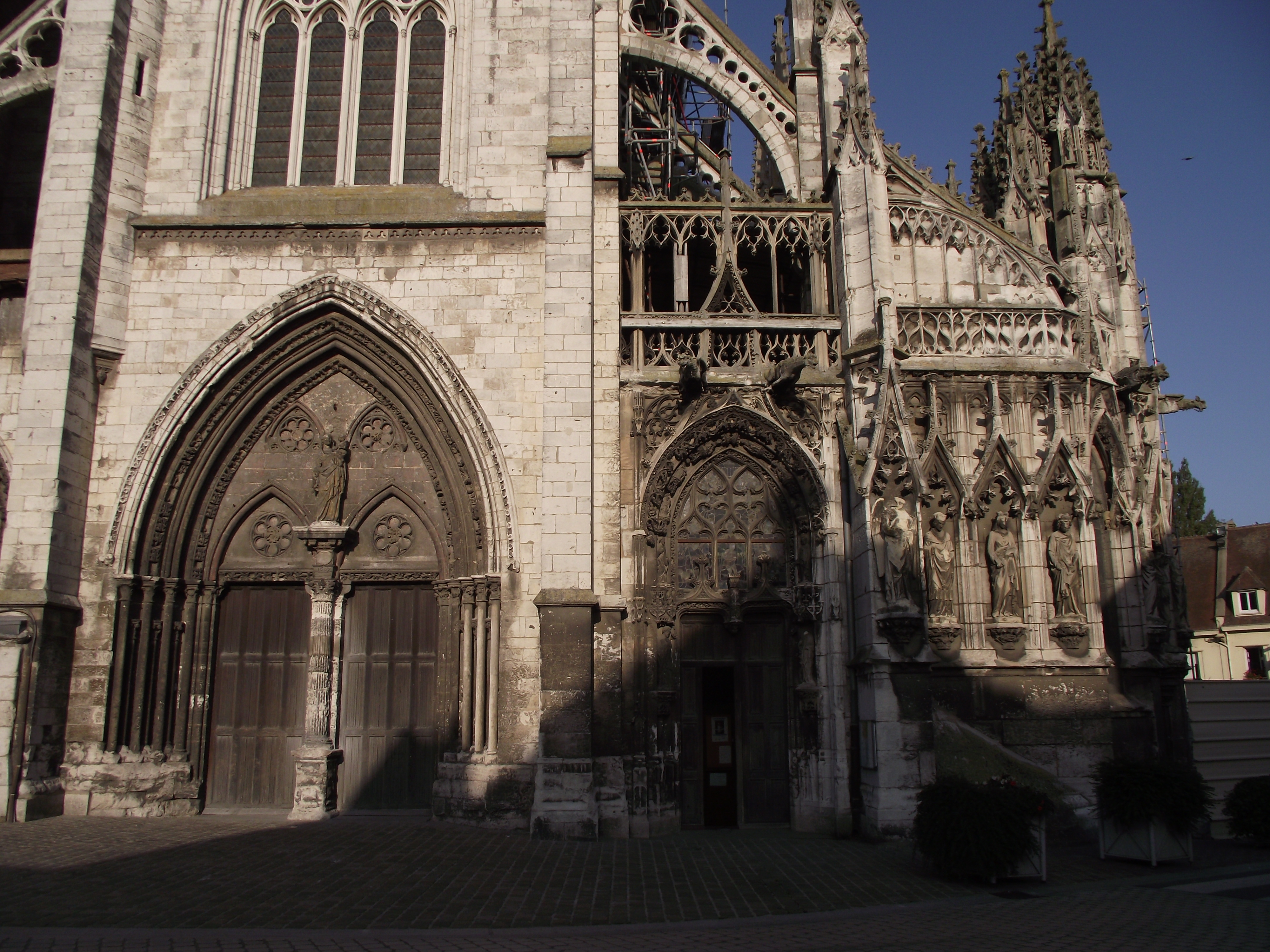
la facciata

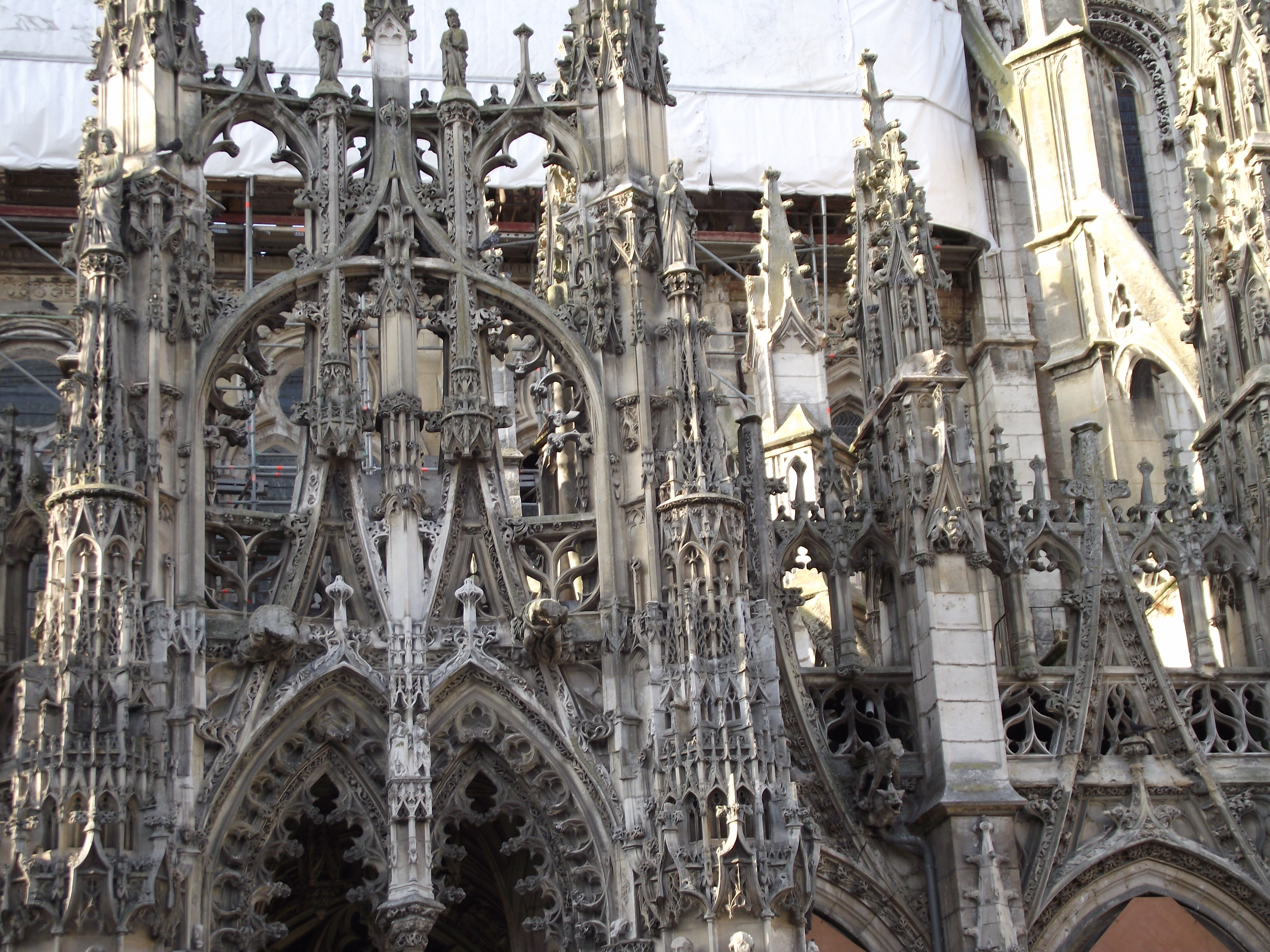
il Portale Reale

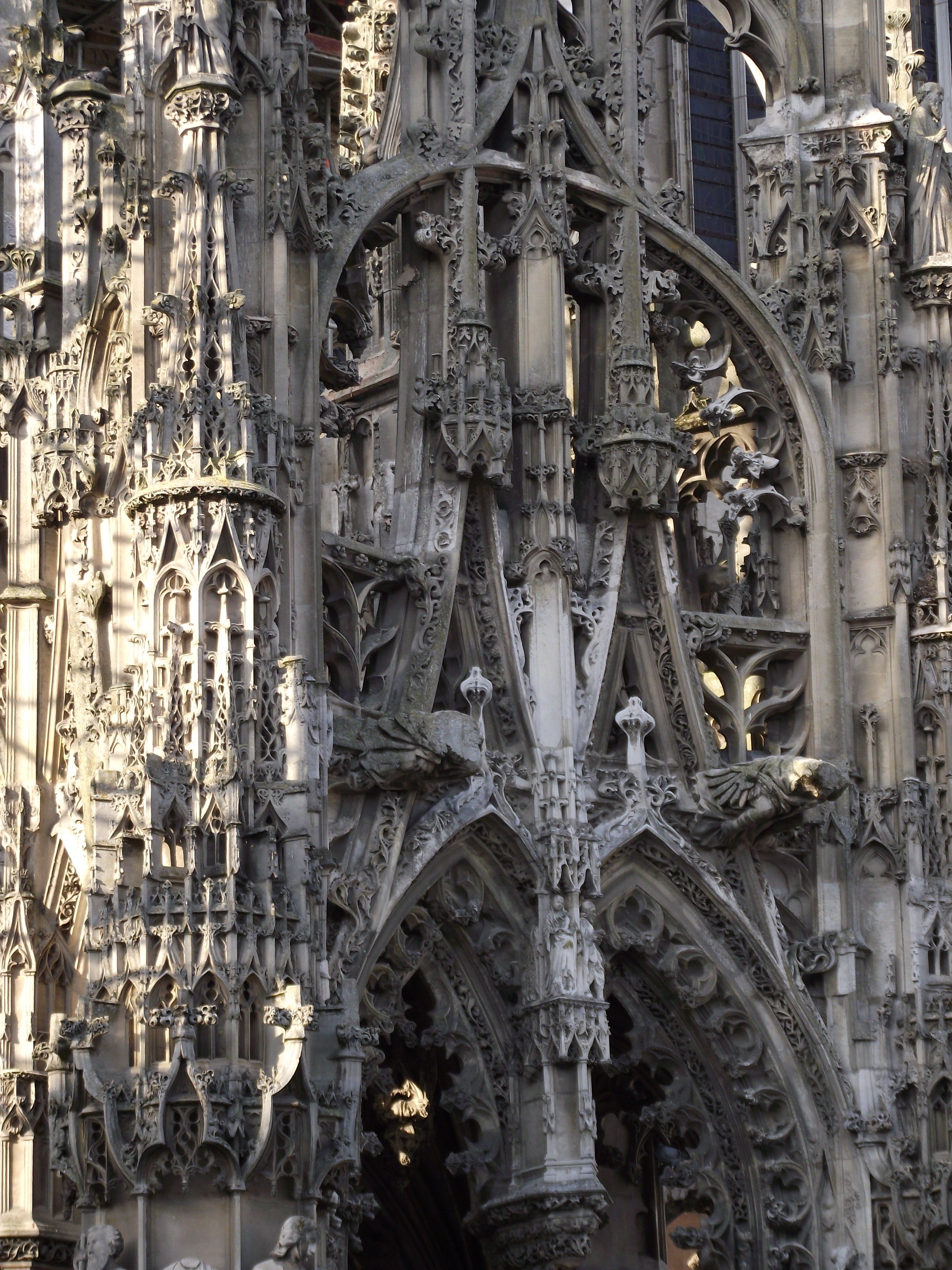
il Portale Reale

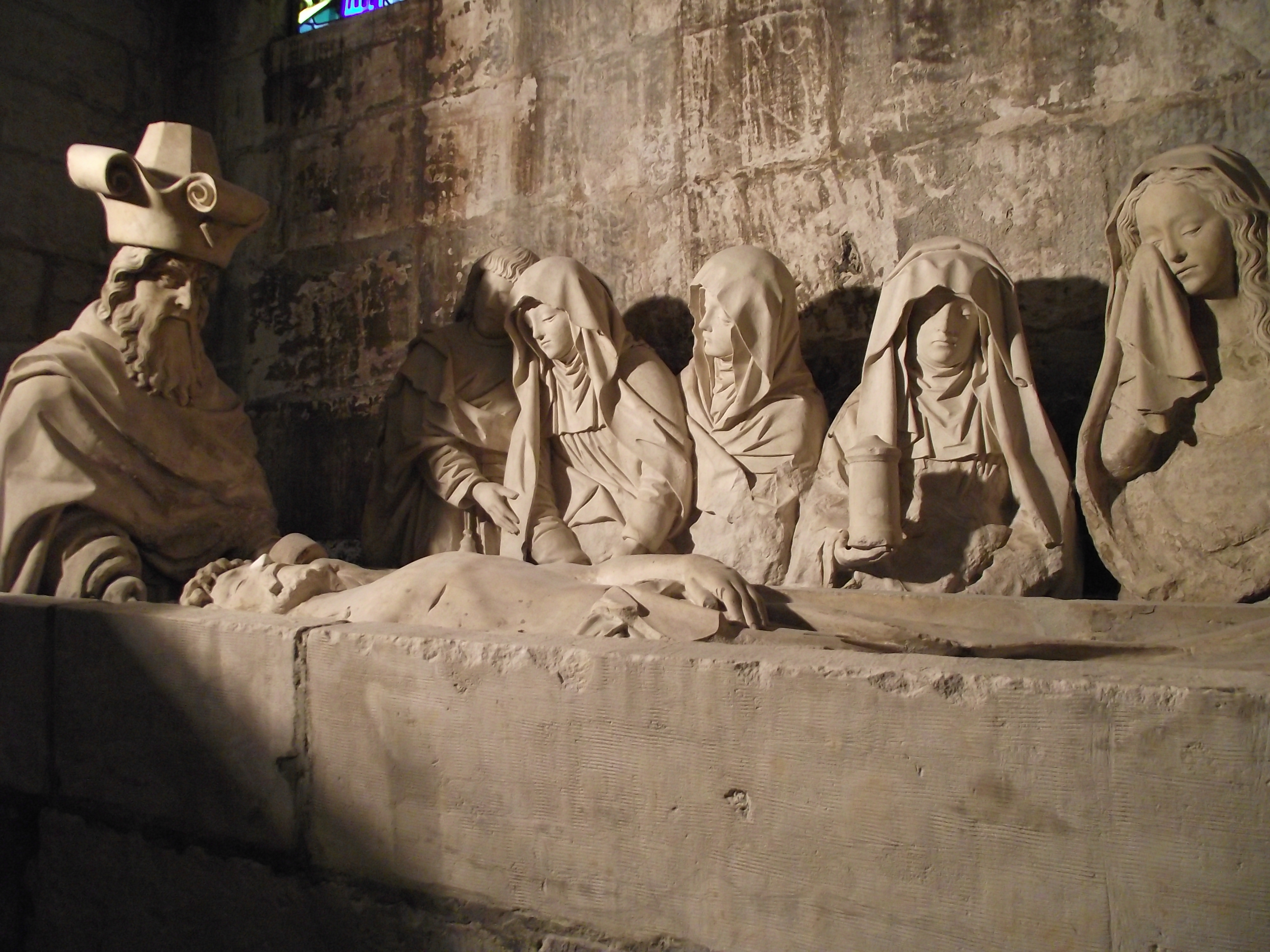
Deposizione nel Sepolcro, XVI secolo

La costruzione della chiesa inizia dopo che l'Arcivescovo di Rouen divenne signore di Louviers, nel 1197. Le due chiese allora precedenti, di San Martino e di San Germano, erano divenute troppo piccole per la comunità, e così si decise di intraprendere una nuova e maggiore costruzione. Ne riesce un edificio del XIII secolo di stile tipicamente normanno, con una lunga navata, pianta a croce latina con transetto e abside piatta. 
La prima copertura della navata, all'altezza delle prime finestre, era probabilmente stata realizzata in legno. Nel XIV secolo ci fu il crollo del tetto e delle conseguenti volte. Si intraprese allora la ricostruzione e se ne approfittò per ingrandire la chiesa. Vengono aggiunte le prime navate laterali atte a sostenere le spinte fisiche del notevole rialzamento della navata che si andrà a fare. L'elevazione della navata avviene tramite l'aggiunta di grandi vetrate ogivali, le preesistenti finestre minori vengono trasformate in un falso triforio, e si provvede alla sua copertura con delle volte, ora, in pietra. Inoltre sopra la crociera viene eretta nel 1385 la torre lanterna, che venne munita anche di una flèche poi andata distrutta da una tempesta nel 1705.
Nel XV secolo, in piena guerra dei cent'anni, iniziano i lavori alla Torre-Beffroi atta a custodire le campane che regoleranno delle funzioni sia religiose che civili. Caratterizzata da una struttura piuttosto militare, con spesi muri e forti contrafforti, non fu mai terminata. Alla sua base accoglie la cappella di Guillaume de Challenge, balivo dell'arcivescovo durante la guerra dei cent'anni, che fece una grande donazione per la costruzione della torre.
Con la ripresa economica che si ebbe grazie alla fine della guerra dei cent'anni, e i ringraziamenti reali di Carlo VII per la fedeltà alla corona che la città di Louviers aveva dimostrato; dalla seconda metà del XV secolo vennero intrapresi nuovi lavori di ingrandimento e abbellimento dell'edificio. Si aggiunsero altre navate laterali, così di raggiungere una pianta a cinque navate totali, e si intraprese la superba decorazione gotico fiammeggiante delle facciate est e della principale fronte sul lato meridionale ove sporge il Portale Reale col suo portico frastagliato. Sul lato settentrionale venne aperta la cosiddetta Porte des Tanneurs, la porta dei Conciatori, donata dalla Corporazione dei conciatori di pelli di Louviers.
Durante il Rinascimento si provvede ad abbellire la torre lanterna della crociera, e a rifare le porte in noce massiccia dell'edificio. Nei successivi XVIII e XIX secolo vengono restaurati, e alcuni rifatti, gli archi rampanti del lato settentrionale.
Nel 1846 viene riconosciuta e dichiarata Monumento storico dal governo francese.
Nel 1940, durante la seconda guerra mondiale, l'edificio scampa un grave pericolo, infatti una bomba scoppia poco lontana dal prezioso lato sud, tutte le vetrate restate sul luogo (normalmente tutte le vetrate venivano asportate dalle chiese e messe al sicuro durante la guerra) andarono distrutte, e notevoli danni vennero inferti anche alle sculture delle gargolle degli angeli e degli apostoli. Il pilastro ovest del portico, virerà sul suo asse di un quarto giro, dalla cruenza esplosiva.

### Il Portale Reale
Il lato meridionale funge da vera facciata principale dell'edificio in quanto, aperto su uno slargo proprio di fronte alla Grande Rue, vi partivano le principali cerimonie religiose e processioni. Ne risulta infatti la parte più ricca e decorata, caratterizzata da una leggerissima e traforata parasta gotico-fiammeggiante da cui sporge, prezioso come un reliquiario, il cosiddetto Portail Royal, il portale reale. È considerato una delle opere più mirabili dell'Architettura gotica-fiammeggiante in Europa. Da due pilastri a fascio principali, contornati delle statue degli Apostoli sotto fastosi baldacchini pinnacolati, si levano alte guglie estremamente lavorate che vengono raccordate più volte da complicati archi ora trilobati, ora dentellati o ancora binati, balaustre traforate e da due svettanti ghimberghe dai ricchi rameggi di fogliami da dove spuntano figure di angeli e santi; il tutto è volto in una corsa sfrenata verso l'alto fino a culminare con due statue di vescovi, forse san Martino di Tours e San Germano d'Auxerre. Sotto il portico, con la volta a imponenti chiavi di volta pendenti, si trova sotto un baldacchino la celebre statua detta Maqueux d'soupe, simbolo della parrocchiale.

### Interno
L'interno della chiesa è diviso in ben cinque navate da massicci pilastri a fascio dotati di capitelli ricchi scolpiti a fogliami e teste di personaggi reggenti le dodici statue cinquecentesche degli apostoli provenienti dalla certosa d'Aubevoye. Al di sopra corre il falso triforio, costituito dalle finestre originali della prima chiesa del XIII secolo, sormontato da una balaustra scolpita secondo il tipico gusto normanno. Il coro non è precisamente in asse con le navate e presenta un'abside piatta. Su due pilastri vicino al coro sono due tavole della Natività e dell'Adorazione dei Magi opere di Jean Nicolle del XVII secolo.
Nel transetto destro sono conservate una pala d'altare, in Alabastro di Nottingham, della fine del XIV secolo recante cinque scene: il Bacio di Giuda, la Flagellazione, la Crocifissione, la Deposizione e la Resurrezione; e la tomba quattrocentesca di Robert d'Acquigny in abiti francescani. Nel transetto sinistro è un'Ancóna del XV secolo in legno scolpito e dorato con sei scene della Vita della Vergine. Nelle navate laterali vi si conservano varie preziose vetrate dei secoli XV e XVI. In controfacciata è la grande mostra d'organo cinquecentesca proveniente dalla chiesa abbaziale di Bonport e qui trasferito dalla Rivoluzione francese. Si compone di 3000 canne e 49 registri. A destra dell'organo, sotto la navata laterale è ricavata una grande nicchia ove è stato riposto il prezioso complesso scultoreo un tempo davanti l'altar maggiore: la Deposizione nel Sepolcro, pregevole opera statuaria cinquecentesca dai bizzarri copricapi orientaleggianti.

## Galleri d'immagini

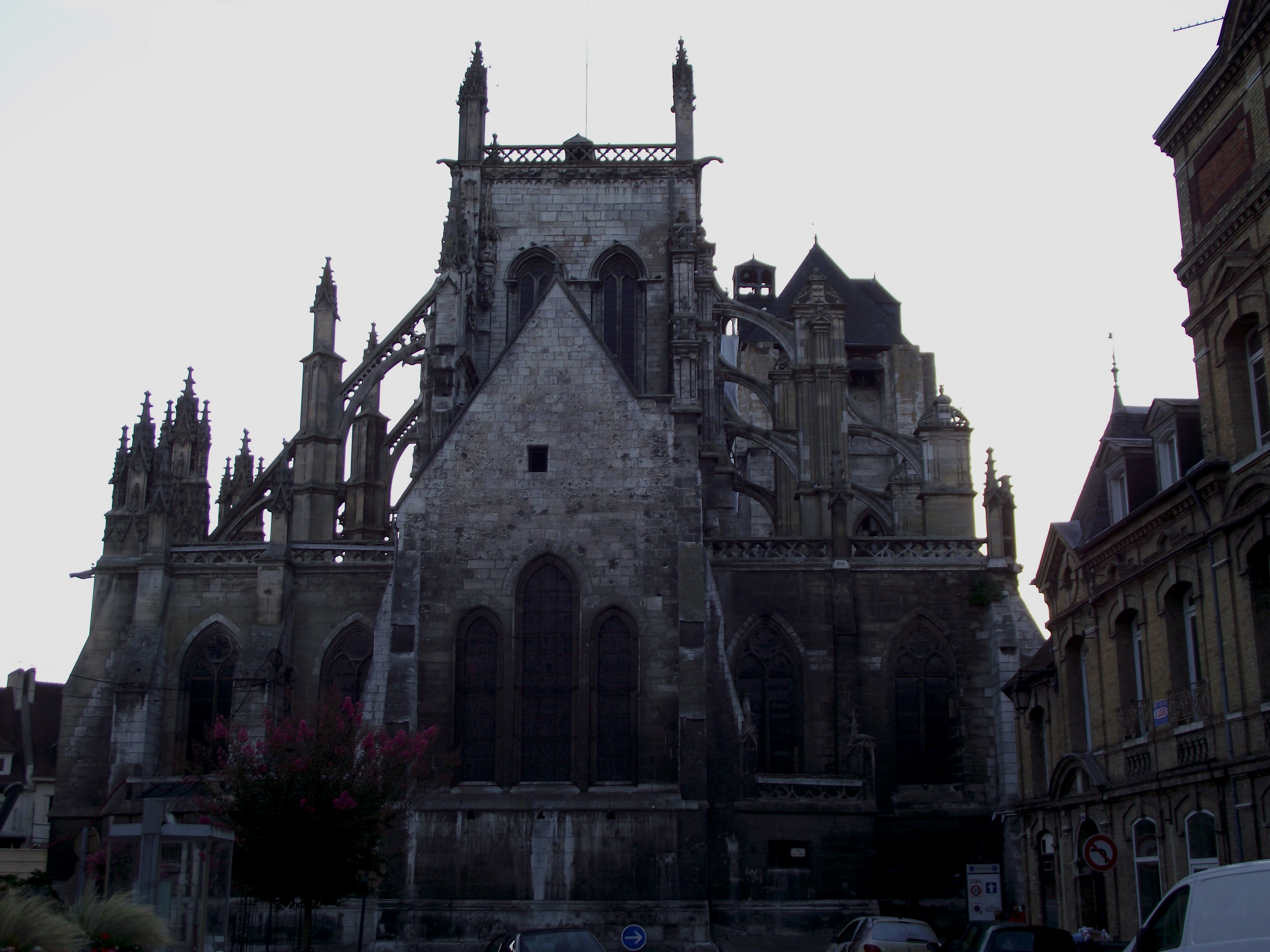
L'abside
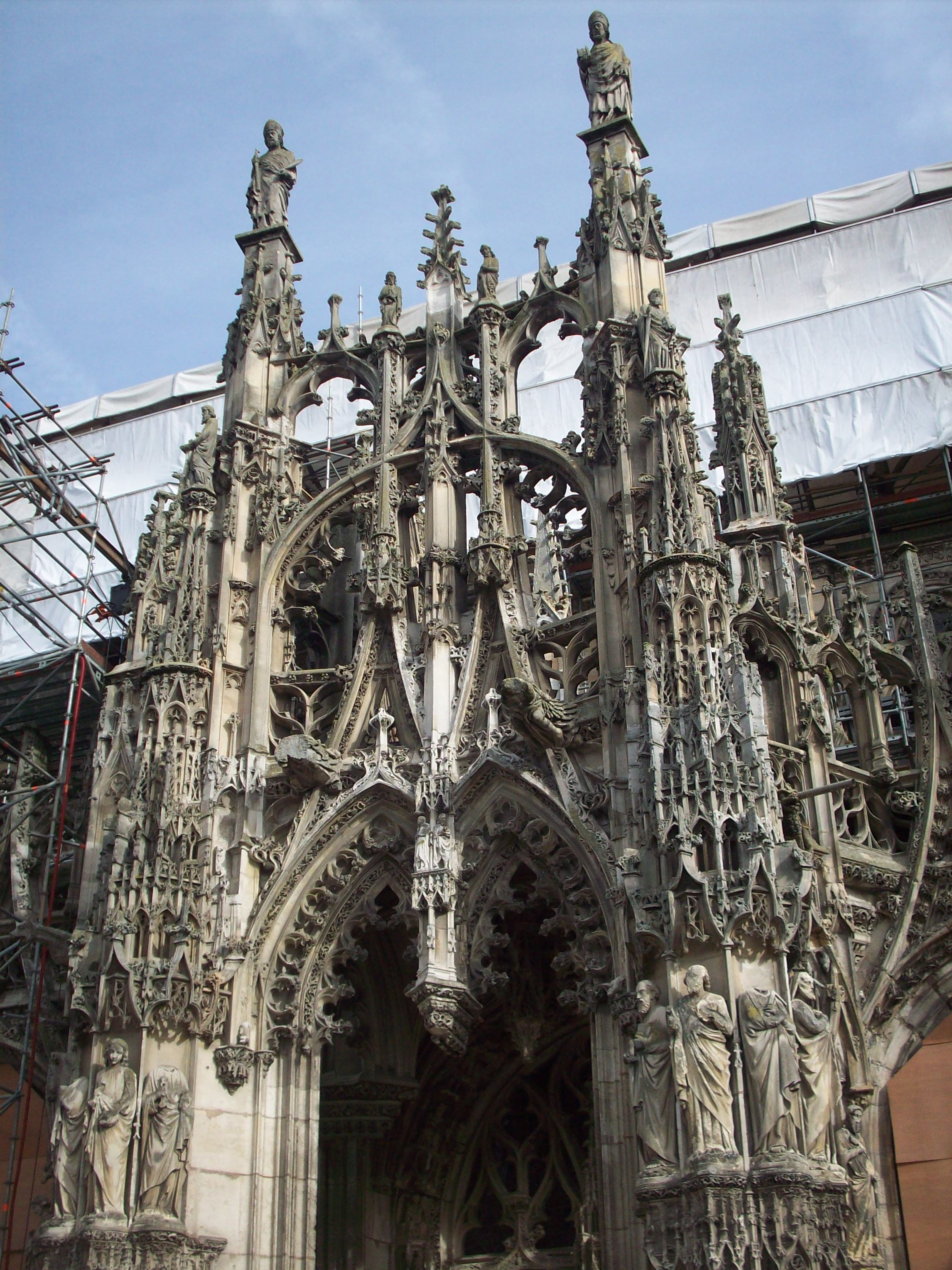
Portale Reale, XV secolo
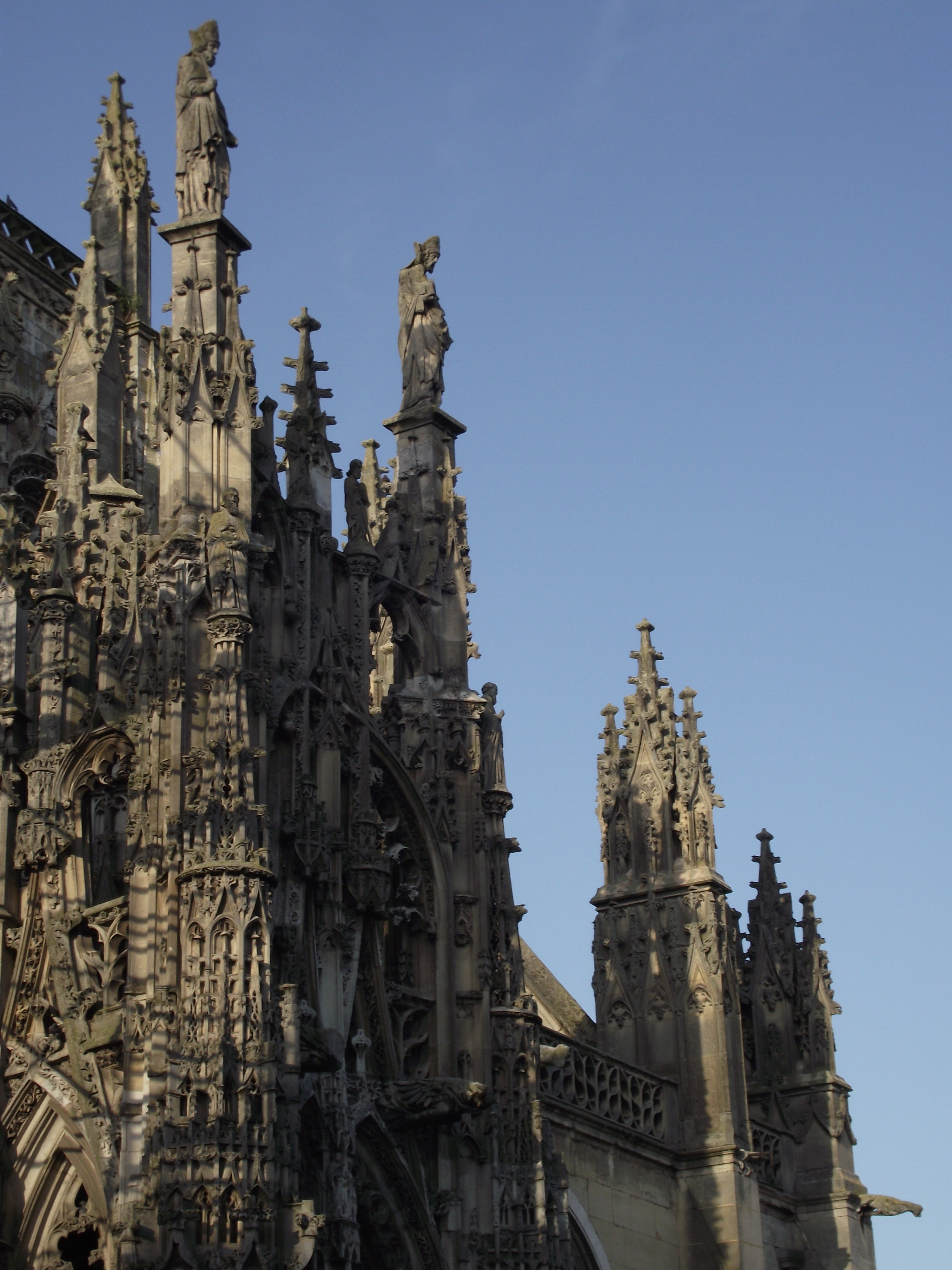
Portale Reale, XV secolo
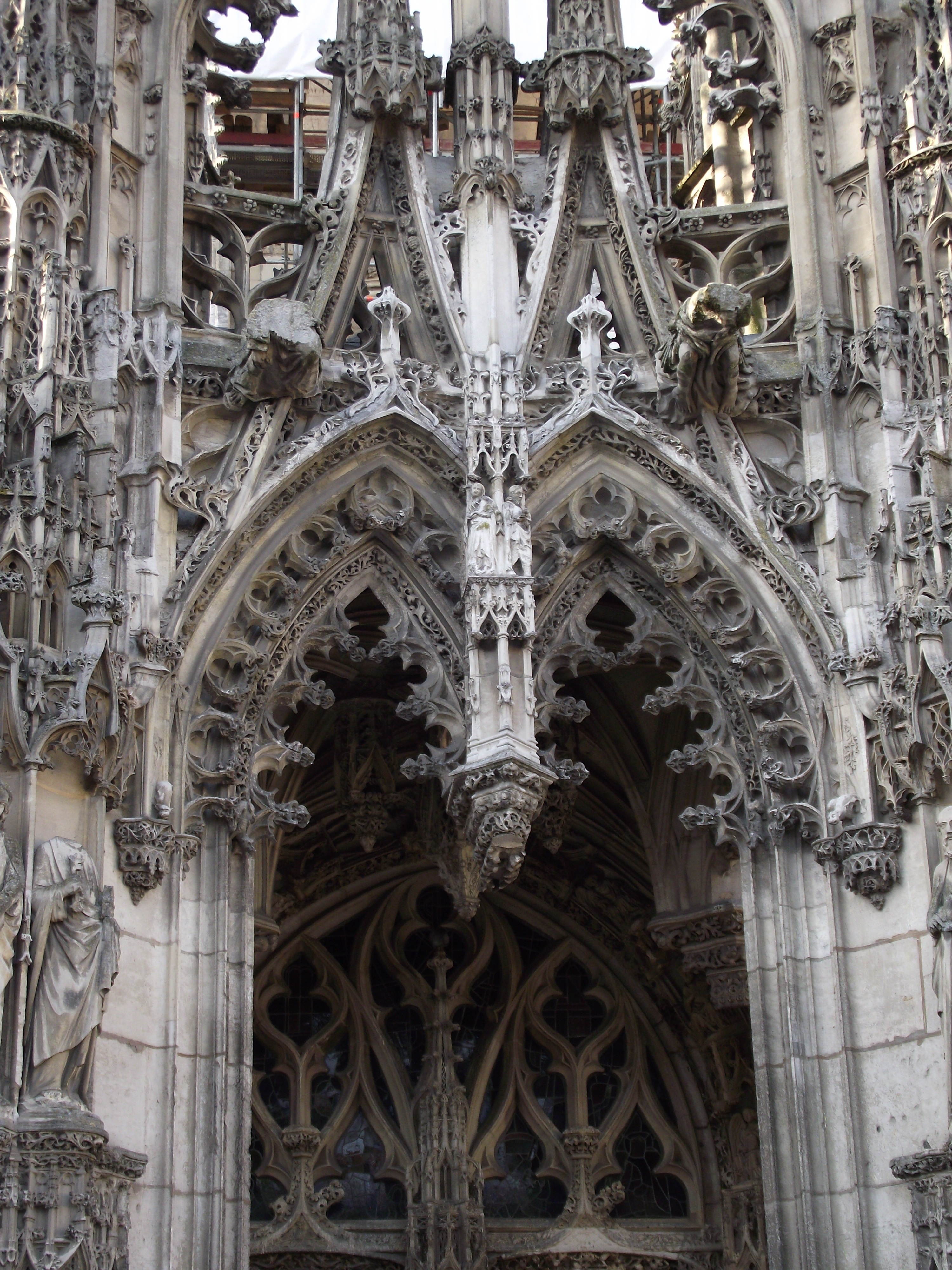
Portale Reale, XV secolo
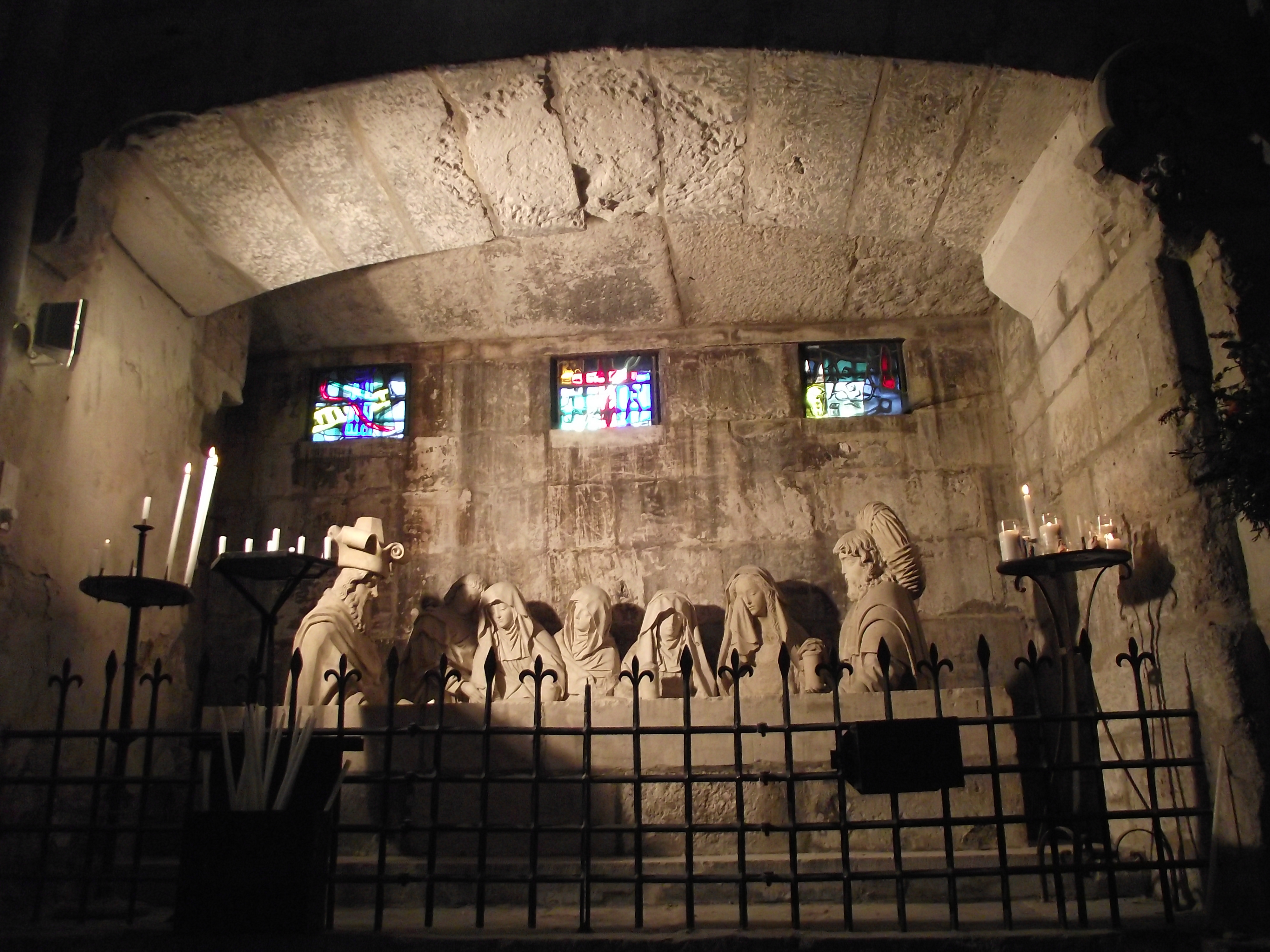
Deposizione nel sepolcro, XVI secolo
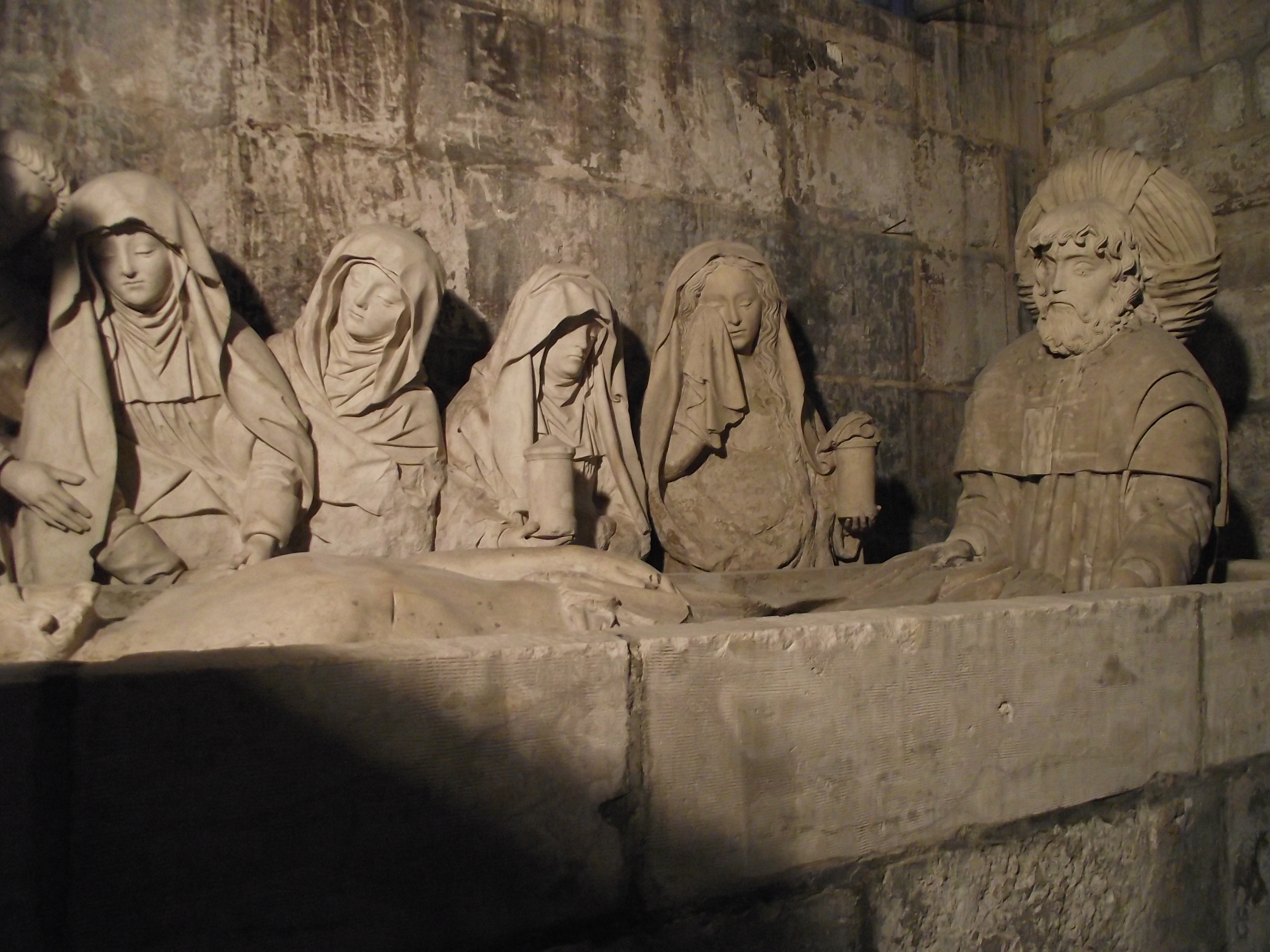
Deposizione nel sepolcro, XVI secolo